# Aeroportul Olbia Costa Smeralda
Aeroportul Olbia Costa Smeralda (IATA: OLB, ICAO: LIEO) este un aeroport din Olbia, Provincia Sassari, Sardinia, Italia ce deservește zona Olbia. Aeroportul a fost tranzitat în 2022 de 3.167.368 de pasageri. A fost deschis în 1974 și numit după Costa Smeralda⁠(d).
Situat la o altitudine de 11 m, aeroportul dispune de 1 pistă. Este operat de Geasar⁠(d).

## Infrastructură

### Piste
Aeroportul dispune de o singură pistă. Pista are orientarea 05/23.